# Азереду да Сильвейра, Антониу Франсишку
Антониу Франсишку Азере́ду да Сильве́йра (порт. Antonio Francisco Azeredo da Silveira, 22 сентября 1917, Рио-де-Жанейро, Бразилия — 27 апреля 1990, Рио-де-Жанейро, Бразилия) — бразильский государственный деятель, министр иностранных дел Бразилии (1974—1979).

## Биография
- 1943—1945 гг. — третий секретарь бразильского консульства в Сан-Франциско,
- 1945—1949 гг. — третий, затем второй секретарь посольства на Кубе,
- 1949—1954 гг. — в секретариате МИД Бразилии,
- 1954—1956 гг. — первый секретарь посольства в Испании,
- 1956—1958 гг. — вице-консул во Флоренции, первый секретарь посольства в Италии,
- 1958—1961 и 1964—1966 гг. — начальник департамента МИД Бразилии,
- 1966—1969 гг. — глава представительства при Международных организациях в Женеве.

В 1974—1979 гг. — министр иностранных дел Бразилии. Его руководство МИД ознаменовалось новой ориентацией внешней политики Бразилии, так называемым «ответственным прагматизмом». В результате Бразилия стала первой страной, признавшей новое португальское правительство, которое положило конец диктатуре Салазара. Также были установлены дипломатические отношения с Объединенными Арабскими Эмиратами, Бахрейном и Оманом — странами-экспортерами нефти, что было необходимо в условиях повышения мировых цен на нефть. Кроме того, была признана независимость Гвинеи-Бисау и установлены дипломатические отношения с КНР и Анголой.
Бразилия также впервые высказалась за уход Израиля с оккупированных арабских территорий и признала право палестинского народа на самоопределение.
Подписал в Бонне соглашение с Германией, предусматривающее строительство восьми атомных электростанций, завода по обогащению урана и компаний по производству и переработке ядерного топлива и полезных ископаемых.
- 1979—1983 гг. — посол в США,
- 1983—1985 гг. — посол в Португалии,
- 1985—1987 гг. — посол по особым поручениям.

С 1987 г. в отставке.
Похоронен на кладбище Святого Иоанна Крестителя в Рио-де-Жанейро.